# Tam thiên tự
Tam thiên tự (三千字, "ba ngàn chữ"), hay Tự học toản yếu (字學纂要) là một cuốn sách cổ, do Ngô Thì Nhậm soạn, dạy chữ nho cho người Việt. Ban đầu, sách có tên là "Tự học toản yếu" sau người ta quen gọi là "Tam thiên tự". Tên sách nghĩa đen là "ba ngàn chữ", xếp 3.000 chữ nho và nghĩa tiếng Việt gần đúng của chúng, như một bài vè cực dài mỗi câu hai âm, khi đọc lên thì có vần dễ nhớ. Sách còn có những tên gọi khác do người đời sau khi hiệu đính, chỉnh sửa đã đặt, đó là: "Tam thiên tự giải âm" và "Tam thiên tự giải dịch quốc ngữ.
Khoảng những năm 50 - 60, nhà in Trí Đức Tòng Thơ của Đoàn Trung Còn xuất bản cuốn sách "Tam thiên tự", nội dung cũng là 3000 chữ Hán theo cuốn "Tam thiên tự" cổ nhưng dịch nghĩa và phiên âm bằng chữ quốc ngữ; tuy nhiên đây không phải bản quốc ngữ đầu tiên, bản quốc ngữ đầu tiên là cuốn "Tam thiên tự giải dịch quốc ngữ" in bằng ván gỗ khắc từ đầu thế kỉ XX. Trước có bản "Tam thiên tự giải âm" xưa hơn nhưng bản có từ trước khi chữ quốc ngữ phổ biến nên không có phiên âm từng chữ, chỉ một số chữ khó là có chú âm, còn lại đều chỉ dùng một chữ Nôm để giải nghĩa nôm na.
Sách bắt đầu với:
天 Thiên - trời 

地 Địa - đất 

舉 Cử - cất 

存 Tồn - còn 

子 Tử - con 

孫 Tôn - cháu 

六 Lục - sáu 

三 Tam - ba 

家 Gia - nhà 

國 Quốc - nước 

前 Tiền - trước 

後 Hậu - sau. v.v.
Sách kết thúc với:
字 Tự - chữ 

詞 Từ - tờ

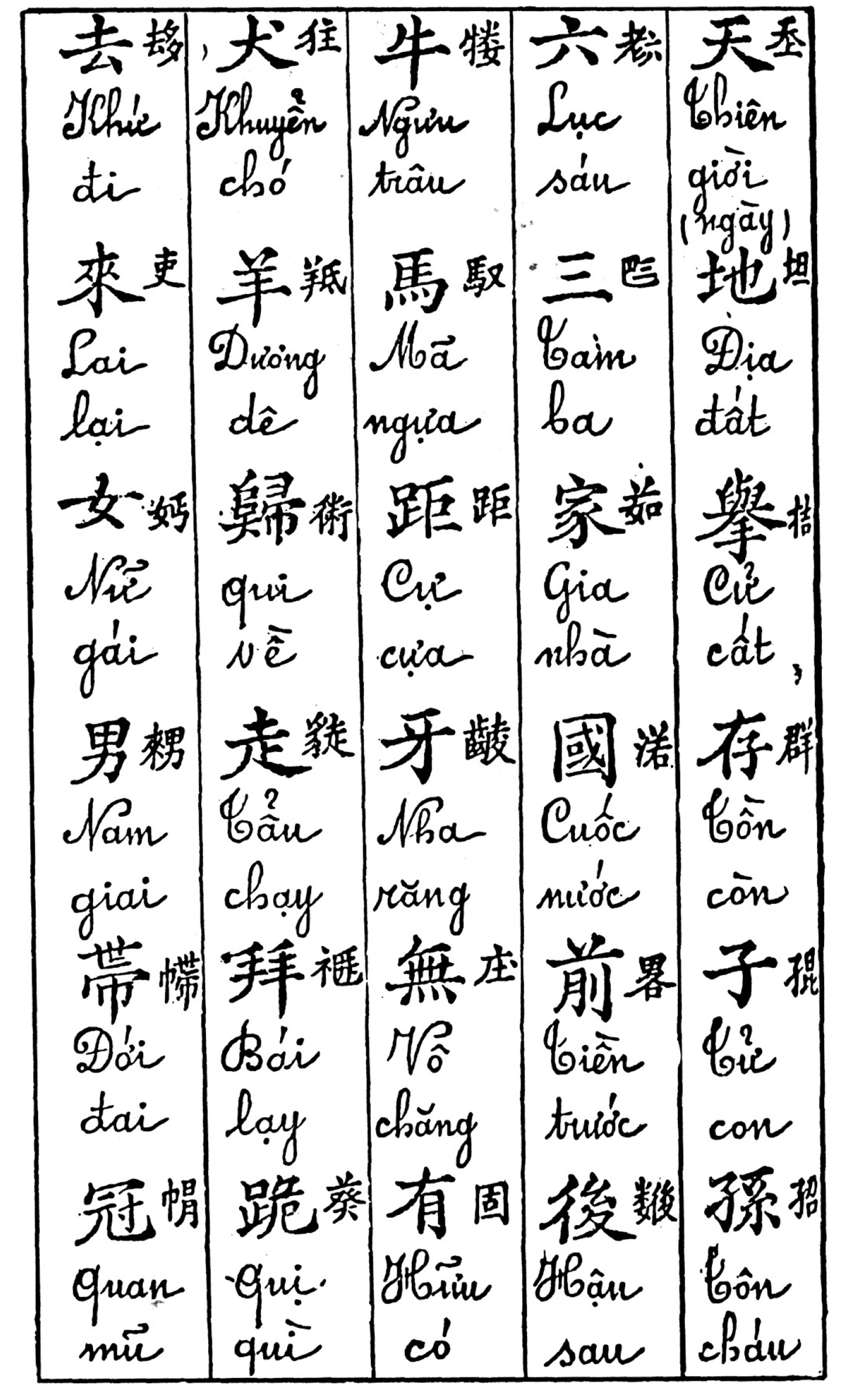
Phần đầu của Tam thiên tự (đọc theo cách truyền thống: kiểu dọc, hàng từ phải sang trái)

Sách có điểm yếu là các chữ sắp xếp không theo thứ tự gì, và ngay những chữ đầu tiên đã là những chữ nho khó đọc. Tuy nhiên, điểm yếu này không hề gì nếu học theo chữ quốc ngữ. Vì vậy, Tam thiên tự vẫn thông dụng và tới nay cũng còn nhiều người sử dụng.